# Skibniew-Kurcze
Skibniew-Kurcze – wieś w Polsce położona w województwie mazowieckim, w powiecie sokołowskim, w gminie Sokołów Podlaski. Ma status sołectwa.
W latach 1975–1998 miejscowość administracyjnie należała do województwa siedleckiego.
Mieszkańcy wyznania rzymskokatolickiego należą do parafii św. Wojciecha w Skibniewie-Podawcach.
Wieś Kurcze była gniazdem rodowym rodziny Kurczów, którzy z czasem przyjęli nazwisko Skibniewscy. W 1458 r. starosta nałożył wadium pomiędzy Kurczów i Dyszów z Dybowa. W aktach sądowych drohickich wymieniani byli: Paweł Kurcz i Jan Kurcz (1480) syn Jana – Jakub (1477), bracia Paweł i Jan ze Skibniewa (1478) oraz Piotr Kurcz (1485). W 1528 roku jako mieszkańcy Kurczów wymienieni zostali:  Stanisław („Król”) ,Feliks („Wieday”), Piotr, Walenty, Mikołaj, Jakub, Anna, wdowa po Piotrze - Dorota, Adam, Wojciech, Jan, Ścibor. W tym samym roku Kurczowie wystawili 2 konnych na popis pospolitego ruszenia. 
Na gruntach wsi Kurcze wydzieliła się wieś Kurcze Sągole. W roku 1525 w aktach sądowych pojawia się Stanisław „Sągol” (Stanislao Zagol) z Kurczów. Wyrokiem sądu Stanisław Dybowski miał być wprowadzony w swe dobra, do których go nie dopuszczał Stanisław „Zagol” z Kurczów, co miał wyegzekwować woźny Piotr Trzciński. Od jego to przydomku wziął nazwę przysiółek Sągole (= Sągolowie) powstały na gruntach wsi Kurcze. W 1561 roku w dokumentach pojawia się określenie „grunty Sągolów”.